# Punto raso

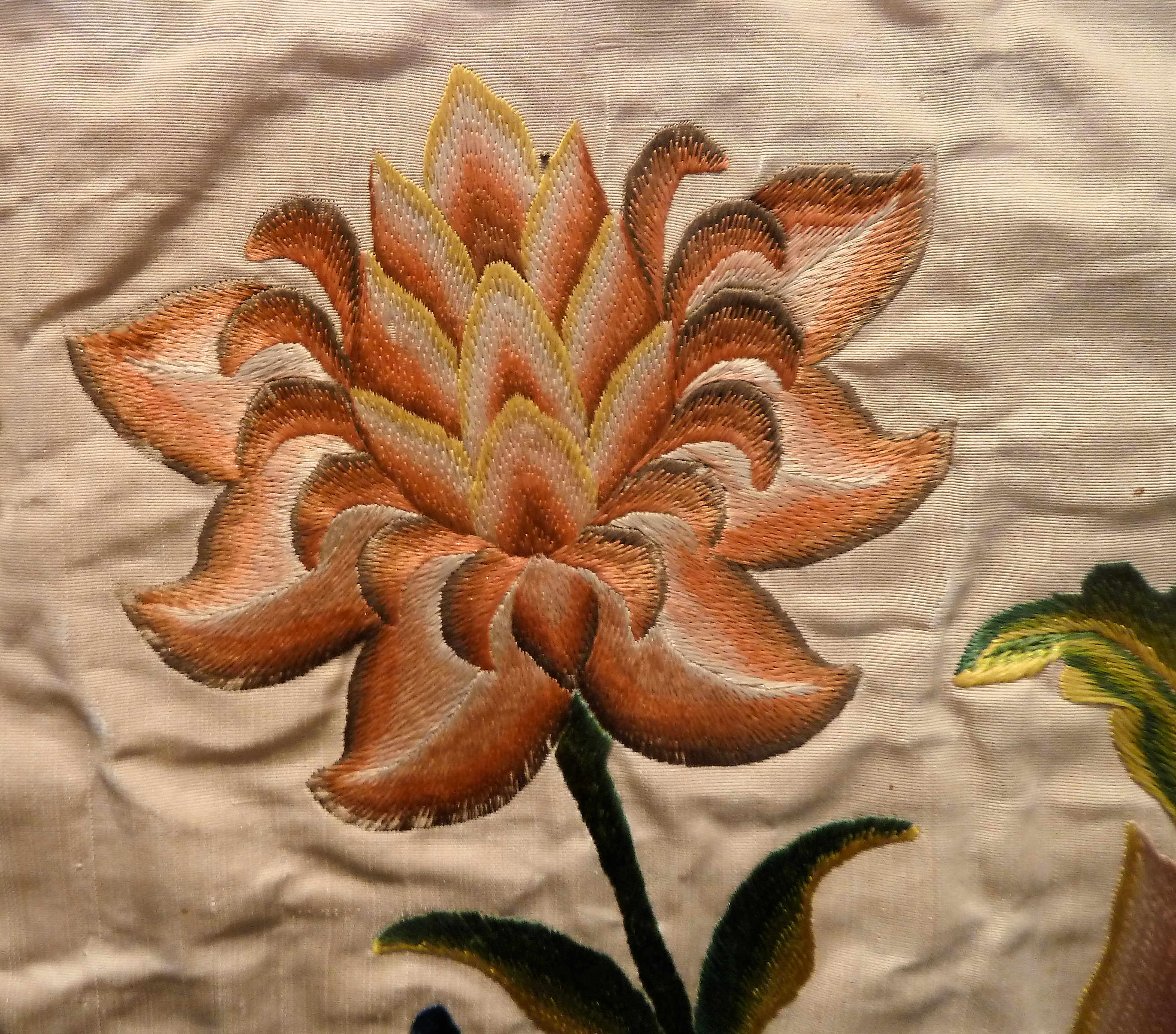
Punto raso in seta. Dettaglio di tovaglia d'altare, Francia o Italia, 1730–1740, Los Angeles County Museum of Art, M.2009.76.

Il cucito e il ricamo, a punto raso o punto damasco è costituito da una serie di punti piatti che vengono utilizzati per coprire completamente una sezione dello sfondo del tessuto. File strette di punti pieni possono essere eseguite con una macchina per cucire standard usando un punto a zigzag o uno speciale punto raso.
Per mantenere un bordo liscio, le forme possono essere delineate con punto nodino o punto catenella prima che l'intera forma, incluso il contorno, sia coperta con punto raso.
Il punto raso, lavorato a macchina, è spesso usato per tracciare e attaccare al tessuto di fondo.

## Varianti
Le varianti del punto raso sono:
- punto Bourdon - un punto decorativo ben distanziato, tipicamente usato per monogrammi e scopi decorativi.[3][4]
- punto mattone, in cui le file alternate di punti pieni sono sfalsate di metà della lunghezza del punto. Lavorato in diversi colori correlati, il punto mattone consente l'ombreggiatura a gradini.
- punto raso debordante, in cui la parte superiore di ogni fila di punti si trova nel fondo dei punti della riga precedente.
- punto lungo e corto, usato per ombreggiatura fine; nella prima fila di punti rasi, ogni altro punto è la metà della lunghezza dei suoi vicini. Le righe successive in colori correlati hanno tutte la stessa lunghezza.[5]
- punto raso imbottito, in cui le forme sono riempite con file di piccoli punti correnti che vengono poi coperti con punti rasi.[6]

### Filo
Il punto raso viene spesso realizzato con filo da ricamo, che ha una torsione minore rispetto al filo da cucito. Ciò conferisce un effetto più uniforme, con la fusione dei filamenti dei singoli fili.
Mentre i fili per buoni cucire producono punti cordoncino accettabili, i fili di bassa qualità solitamente non si assestano e producono un risultato non uniforme.

### Galleria di punti

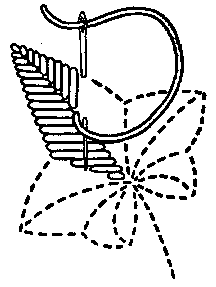
Punto raso
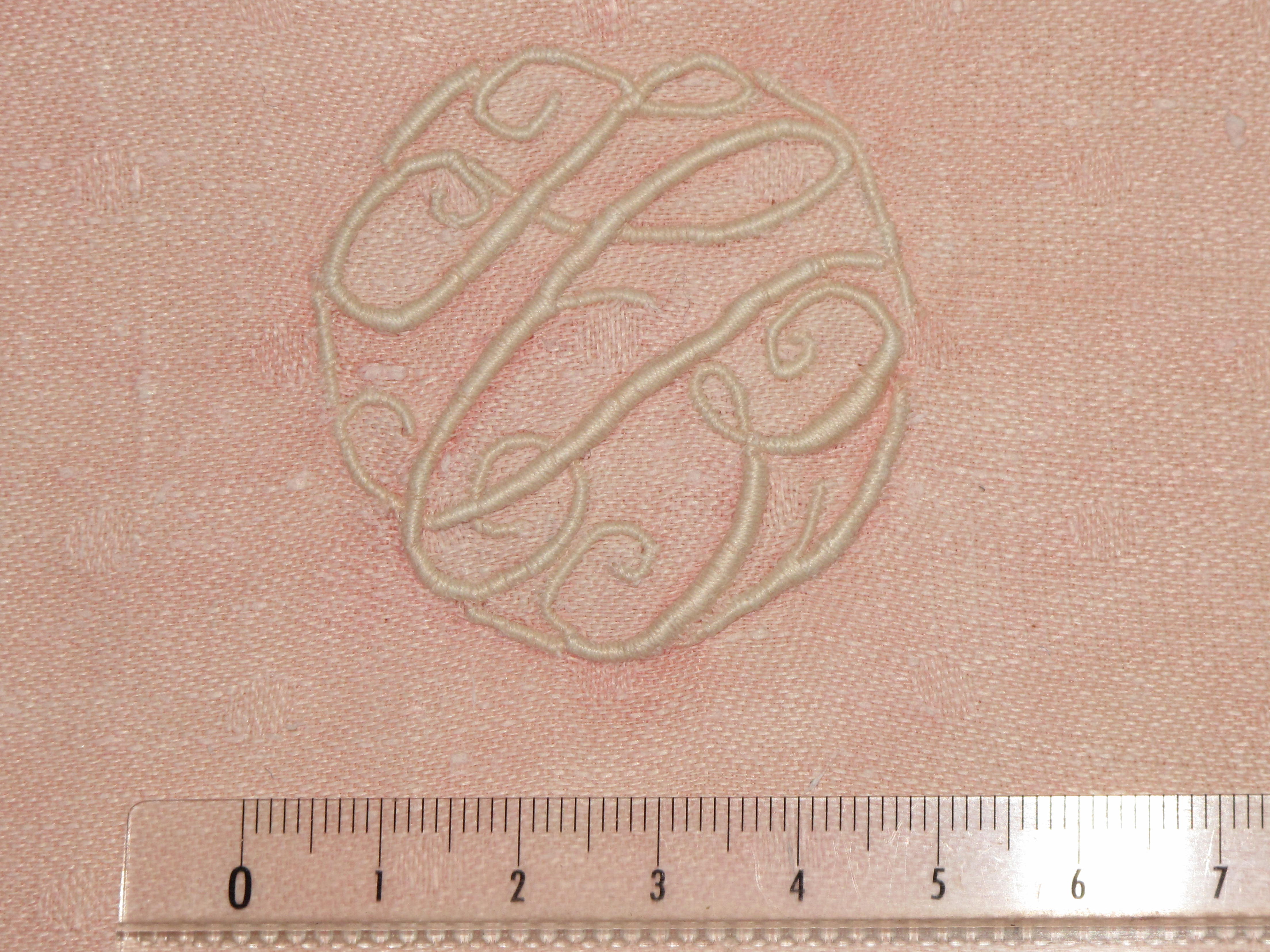
Punto Bourdon
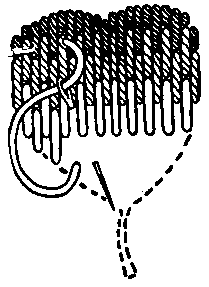
Punto mattone
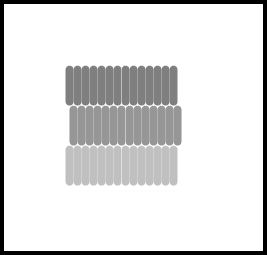
Punto raso debordante
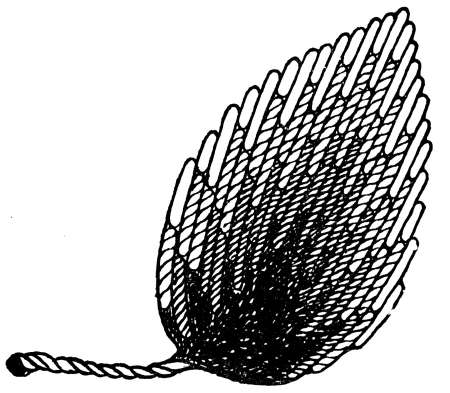
Punto lungo e corto